# توده (نیر)
توده روستایی در دهستان سخوید بخش نیر شهرستان تفت استان یزد ایران است.

## جمعیت
بر پایه سرشماری عمومی نفوس و مسکن در سال ۱۳۹۵ جمعیت این مکان ۲۱۷ نفر (۸۵خانوار) بوده‌است.